# Olympische Sommerspiele 2020/Softball/Qualifikation
Für das olympische Softballturnier 2020 konnten sich insgesamt sechs Mannschaften qualifizieren.

## Übersicht
| Qualifikationswettbewerb                       | Datum                          | Gastgeber      | Plätze | Qualifizierte Teams |
| ---------------------------------------------- | ------------------------------ | -------------- | ------ | ------------------- |
| Gastgeber                                      | 3. August 20161                | Rio de Janeiro | 1      | Japan               |
| Weltmeisterschaft 2018                         | 2.–12. August 2018             | Chiba          | 1      | Vereinigte Staaten  |
| Afrikanisch/europäisches Qualifikationsturnier | 23.–27. Juli 2019              | Utrecht        | 1      | Italien             |
| Amerikanisches Qualifikationsturnier           | 25. August – 1. September 2019 | Surrey         | 2      | Mexiko              |
| Amerikanisches Qualifikationsturnier           | 25. August – 1. September 2019 | Surrey         | 2      | Kanada              |
| Asien/Ozeanien Qualifikationsturnier           | 24.–29. September 2019         | Shanghai       | 1      | Australien          |
| Gesamt                                         | Gesamt                         | Gesamt         | 6      | 6                   |

1 Am 3. August 2016 wurde Softball in das Programm für die Olympischen Spiele 2020 aufgenommen.

## Qualifikationswettbewerbe

### Weltmeisterschaft 2018
Bei der Weltmeisterschaft 2018 konnten die Vereinigten Staaten sich als Sieger für die Olympischen Spiele in Tokio qualifizieren.

#### Vorrunde
Gruppe A
| Nation             | S | N | %     | GB |
| ------------------ | - | - | ----- | -- |
| Vereinigte Staaten | 7 | 0 | 1.000 | –  |
| Puerto Rico        | 6 | 1 | .857  | 1  |
| Mexiko             | 5 | 2 | .714  | 2  |
| Niederlande        | 3 | 4 | .429  | 4  |
| Chinesisch Taipeh  | 3 | 4 | .429  | 4  |
| Neuseeland         | 2 | 5 | .286  | 5  |
| Philippinen        | 2 | 5 | .286  | 5  |
| Südafrika          | 0 | 7 | .000  | 7  |

Gruppe B
| Nation         | S | N | %     | GB |
| -------------- | - | - | ----- | -- |
| Japan          | 7 | 0 | 1.000 | –  |
| Australien     | 5 | 2 | .714  | 2  |
| Kanada         | 5 | 2 | .714  | 2  |
| Italien        | 4 | 3 | .571  | 3  |
| China          | 4 | 3 | .571  | 3  |
| Großbritannien | 2 | 5 | .286  | 5  |
| Venezuela      | 1 | 6 | .143  | 6  |
| Botswana       | 0 | 7 | .000  | 7  |

#### Zwischenrunde
| Datum           | Begegnung          | Begegnung | Begegnung   | Ergebnis |
| --------------- | ------------------ | --------- | ----------- | -------- |
| 10. August 2018 | Mexiko             | –         | Italien     | 1:0 (9)  |
| 10. August 2018 | Kanada             | –         | Niederlande | 8:1 (5)  |
| 10. August 2018 | Vereinigte Staaten | –         | Australien  | 3:1      |
| 10. August 2018 | Japan              | –         | Puerto Rico | 7:0 (6)  |
| 11. August 2018 | Australien         | –         | Mexiko      | 2:1 (8)  |
| 11. August 2018 | Puerto Rico        | –         | Kanada      | 4:10     |

#### Finalrunde
|  | Halbfinale | Halbfinale         | Halbfinale |                  |  | Finale | Finale             | Finale |
|  |            |                    |            |                  |  |        |                    |        |
|  |            |                    |            |                  |  |        |                    |        |
|  | W3         | Vereinigte Staaten | 4(8)       |                  |  |        |                    |        |
|  | W4         | Japan              | 3          |                  |  | W8     | Vereinigte Staaten | 7(10)  |
|  |            |                    |            |                  |  | W9     | Japan              | 6      |
|  |            |                    |            |                  |  |        |                    |        |
|  |            |                    |            | Spiel um Platz 3 |  |        |                    |        |
|  | W5         | Australien         | 0(4)       |                  |  |        |                    |        |
|  | W6         | Kanada             | 12         |                  |  | L8     | Japan              | 3      |
|  |            |                    |            |                  |  | W7     | Kanada             | 0      |
|  |            |                    |            |                  |  |        |                    |        |

### Afrikanisch/europäisches Qualifikationsturnier
Der Quotenplatz für Afrika und Europa wurde bei einem Qualifikationsturnier vergeben, welches in Utrecht vom 23. bis 27. September 2019 ausgetragen wurde. An diesem Turnier nahmen die sechs besten Mannschaften der Europameisterschaft 2019 sowie die zwei besten Mannschaften des Afrika Cups 2019 teil. Das Turnier war ein Rundenturnier, bei dem sich die italienische Softballnationalmannschaft als Sieger für die Olympischen Spiele qualifizierte. Folgende Nationen nahmen an diesem Turnier teil:
- Niederlande
- Großbritannien
- Tschechien
- Italien
- Spanien
- Frankreich
- Südafrika
- Botswana

#### Vorrunde
Gruppe A
| Rang | Nation         | Sp | S | N | ⌀     |
| ---- | -------------- | -- | - | - | ----- |
| 1    | Großbritannien | 3  | 3 | 0 | 1.000 |
| 2    | Niederlande    | 3  | 2 | 1 | .667  |
| 3    | Spanien        | 3  | 1 | 2 | .333  |
| 4    | Südafrika      | 3  | 0 | 3 | .000  |

| Datum         | Begegnung      | Begegnung | Begegnung      | Ergebnis |
| ------------- | -------------- | --------- | -------------- | -------- |
| 23. Juli 2019 | Großbritannien | –         | Spanien        | 9:2 (6)  |
| 23. Juli 2019 | Niederlande    | –         | Südafrika      | 11:1 (4) |
| 24. Juli 2019 | Großbritannien | –         | Südafrika      | 15:0 (3) |
| 24. Juli 2019 | Niederlande    | –         | Spanien        | 7:0 (5)  |
| 25. Juli 2019 | Südafrika      | –         | Spanien        | 0:5      |
| 25. Juli 2019 | Niederlande    | –         | Großbritannien | 2:5      |

Gruppe B
| Rang | Nation     | Sp | S | N | ⌀     |
| ---- | ---------- | -- | - | - | ----- |
| 1    | Italien    | 3  | 3 | 0 | 1.000 |
| 2    | Tschechien | 3  | 2 | 1 | .666  |
| 3    | Frankreich | 3  | 1 | 2 | .333  |
| 4    | Botswana   | 3  | 0 | 3 | .000  |

| Datum         | Begegnung  | Begegnung | Begegnung  | Ergebnis |
| ------------- | ---------- | --------- | ---------- | -------- |
| 23. Juli 2019 | Italien    | –         | Botswana   | 7:0 (5)  |
| 23. Juli 2019 | Tschechien | –         | Frankreich | 6:1      |
| 24. Juli 2019 | Botswana   | –         | Frankreich | 2:11 (5) |
| 24. Juli 2019 | Italien    | –         | Tschechien | 2:0      |
| 25. Juli 2019 | Frankreich | –         | Italien    | 1:5      |
| 25. Juli 2019 | Tschechien | –         | Botswana   | 12:0 (4) |

#### Finalrunde
| Rang | Nation         | Sp | S | N | ⌀     |
| ---- | -------------- | -- | - | - | ----- |
| 1    | Italien        | 3  | 3 | 0 | 1.000 |
| 2    | Großbritannien | 3  | 2 | 1 | .667  |
| 3    | Niederlande    | 3  | 1 | 2 | .333  |
| 4    | Tschechien     | 3  | 0 | 3 | .000  |

| Datum         | Begegnung      | Begegnung | Begegnung      | Ergebnis |
| ------------- | -------------- | --------- | -------------- | -------- |
| 26. Juli 2019 | Tschechien     | –         | Großbritannien | 2:4      |
| 26. Juli 2019 | Niederlande    | –         | Italien        | 4:7      |
| 27. Juli 2019 | Niederlande    | –         | Tschechien     | 7:0 (5)  |
| 27. Juli 2019 | Großbritannien | –         | Italien        | 0:5      |

### Asiatisch/ozeanisches Qualifikationsturnier
Beim Qualifikationsturnier für Asien und Ozeanien, das vom 24. bis 29. September 2019 ausgetragen wurde, konnte sich Australien einen Quotenplatz für Tokio als Sieger sichern. Folgende acht Nationen nahmen am Turnier teil:
- China
- Chinesisch Taipeh
- Philippinen
- Südkorea
- Indonesien
- Hongkong
- Australien
- Neuseeland

### Amerikanisches Qualifikationsturnier
Beim amerikanischen Qualifikationsturnier vom 25. August bis 1. September 2019 konnten sich Mexiko und Kanada für die Spiele qualifizieren. Das Teilnehmerfeld bestand aus folgenden zwölf Nationen:
- Argentinien
- Bahamas
- Brasilien
- Kanada
- Kuba
- Dominikanische Republik
- Guatemala
- Britische Jungferninseln
- Mexiko
- Peru
- Puerto Rico
- Venezuela